# 女神异闻录2 罪
《女神异闻录2 罪》是1999年由日本Atlus为PlayStation平台开发并发行的電子角色扮演遊戲，《女神轉生系列》的分支系列《女神異聞錄系列》的第二部主要作品中的前半部作品，本作是《女神异闻录 Persona》的续作。该游戏在2011年重新在PlayStation Portable平台发行。最初的PS1版本并没有在西方进行本地化，但是PSP版本在北美和欧洲进行了本地化处理并以（真·女神转生 女神异闻录2 罪）的标题发行。
《Fami通》对于本作評價為83/100，指稱本作保持了如同傳統RPG的骨幹系統。PSP版本的Fami通評價為29/40。